# Смородина чёрная 'Перун'
'Перун' — среднепоздний-поздний крупноплодный сорт чёрной смородины универсального назначения. В 1995 году включён в Государственный реестр селекционных достижений по Центральному и Центрально-Чернозёмному регионам.

## Биологическое описание
Куст среднерослый, среднераскидистый. Молодые побеги тонкие, слегка изогнутые, с зелёной корой, опушённые. Почки слабоопушённые.
Листья трехлопастные, средней величины, тёмно-зелёные (на верхушках растущих побегов листья имеют антоциановую окраску), морщинистые. Лопасти листа со средними вырезами, зубцы тупые.
Цветки среднего размера, яркого красновато-фиолетового цвета. Кисть средняя или длинная (6—11 цветковая).
Ягоды крупные (2,0 г), округлые, одномерные, блестящие, чёрные, с сухим отрывом, вкус сладкий, с сильным ароматом, назначение универсальное. Дегустационная оценка 4,9 балла. Химический состав: сумма сахаров — 8,2 %, титруемая кислотность −2,3 %, аскорбиновая кислота — 210—217,8 мг/100 г.
Сорт высокоурожайный, зимостойкий (выдерживает понижения температуры до −40 °С), самоплодный, цветки устойчивы к весенним заморозкам, среднеустойчивы к мучнистой росе (молодые растения), устойчивы американской мучнистой росе, антракнозу, почковому клещу, листовой галловой тле. Засухоустойчивость и жаростойкость средняя. средняя урожайность 8,0 т/га (1,2 кг/куста), максимальная — 13,0 т/га (2 кг/куста).